# Green ray
Green ray is het debuutalbum van Pierre Salkazanov alias Zanov.
De muzikant zag carrièremogelijkheden binnen de niche van de elektronische muziek en schafte in de loop der jaren enige synthesizers aan en begon te experimenteren. Tevens bouwde hij een geluidsstudio in/aan zijn woning alwaar hij de apparatuur opstelde. Na muziek te hebben opgenomen stuurde hij demo’s op naar platenlabels in de hoop dat er een officiële uitgifte zou kunnen komen. Polydor hapte toe, zij zouden later ook Jean-Michel Jarre en Vangelis tekenen en bracht de uitwerking van de demo’s uit. In tegenstelling tot zijn tweede album dat richting de muziek van Jarre gaat, bevat dit album experimentele elektronische muziek, voornamelijk uit de EMS VCS 3. In 2016 volgde een heruitgave op compact disc bij het Nederlandse platenlabel Groove Unlimited.

## Muziek
| Nr. | Titel                             | Duur  |
| --- | --------------------------------- | ----- |
| 1.  | Green ray                         | 9:46  |
| 2.  | Machine desperation               | 10:23 |
| 3.  | Running beyond a dream            | 19:48 |
| 4.  | Zephyr (alleen bij Groove-versie) | 8:26  |